# Giovanni Giolitti
Giovanni Giolitti (phát âm tiếng Ý: [dʒovanni dʒolitti], 27 tháng 10 năm 1842 - 17 tháng 7 năm 1928) là một chính khách Ý. Ông là Thủ tướng Ý gián đoạn năm lần giữa các năm 1892 đến 1921. Ông là Thủ tướng phục vụ lâu thứ hai trong lịch sử nước Ý, sau Benito Mussolini. Ông là một nhà lãnh đạo nổi bật của Mặt trận lịch sử và Liên minh Tự do. Giolitti được coi là một trong những chính trị gia quyền lực và quan trọng nhất trong lịch sử nước Ý, và do vị trí thống lĩnh của ông trong chính trường Italia, ông bị các nhà phê bình đánh giá là một nhà độc tài của quốc hội. Giolitti là một bậc thầy về nghệ thuật chính trị của Trasformismo, phương pháp tạo ra một liên minh chính trị linh hoạt, tập trung vào việc phân tách các thái cực của trái và quyền trong chính trường Italia sau khi thống nhất. Dưới ảnh hưởng của ông, các Liberals Ý không phát triển thành một bên có cấu trúc, thay vào đó, họ là một loạt các nhóm cá nhân không chính thức không có liên kết chính thức với các cử tri chính trị. Giai đoạn giữa đầu thế kỷ 20 và bắt đầu chiến tranh thế giới thứ nhất khi ông là Thủ tướng và Bộ trưởng Bộ Nội vụ từ năm 1901 đến năm 1914 chỉ bị gián đoạn ngắn ngủi, thường được gọi là kỷ nguyên Giolittia.
Là một người tự do cánh tả, với những mối quan tâm đạo đức mạnh mẽ, nhiệm kỳ thủ tướng của Giolitti đáng chú ý là đã thông qua một loạt các cải cách xã hội tiến bộ nhằm nâng cao mức sống của người Ý thông thường cùng với việc ban hành một số chính sách can thiệp của chính phủ. Ngoài việc đưa ra một số thuế, trợ cấp và các dự án của chính phủ, Giolitti cũng đã quốc hữu hoá các nhà khai thác điện thoại và đường sắt tư nhân. Những người ủng hộ tự do đã chỉ trích "Chế độ Giolittia", mặc dù Giolitti đã nhìn thấy sự phát triển của nền kinh tế quốc dân là cần thiết trong việc tạo ra của cải.
Mục tiêu chính của chính trị Giolittian là quản lý từ trung tâm với những biến động nhẹ và được kiểm soát tốt, bây giờ theo một hướng bảo thủ, sau đó là một bước tiến, cố gắng bảo vệ các thể chế và trật tự xã hội hiện có. [8] Các nhà phê bình từ cánh hữu cho rằng ông là một người theo chủ nghĩa xã hội do sự tán thành phiếu bầu của chủ nghĩa xã hội trong quốc hội để đổi lấy sự ủng hộ chính trị, trong khi những người chỉ trích cánh tả đã cáo buộc ông là một chính trị gia tham nhũng và thắng cử với sự ủng hộ của bọn tội phạm. Tuy nhiên, di sản phức tạp của nó tiếp tục kích thích cuộc tranh luận căng thẳng giữa các nhà văn và nhà sử học.